# George Hill (basket-ball)
Pour les articles homonymes, voir George Hill et Hill.
George Jesse Hill, Jr., né le 4 mai 1986 à Indianapolis dans l'Indiana, est un joueur américain de basket-ball évoluant dans l'équipe des Pacers de l'Indiana au poste de meneur.

## Biographie
Hill fait ses études au lycée Broad Ripple à Indianapolis. En 2004, il est nommé dans l'équipe des meilleurs joueurs de lycée de l'Indiana (Indianapolis Star Indiana All-Stars) avec Courtney Lee. Il tourne alors à 36,2 points de moyenne par rencontre.
Issu de la petite équipe universitaire d'IUPUI, il est drafté en 2008 en 26e position par les Spurs de San Antonio. Pour sa saison rookie, il joue le rôle de doublure de Tony Parker, et profite de quelques absences sur blessure de ce dernier pour gagner du temps de jeu.
En juin 2011, il est envoyé chez les Pacers de l'Indiana, dans sa ville natale, en échange d’Erazem Lorbek, de Dāvis Bertāns et de Kawhi Leonard
Le 7 février 2014, il bat son record de points en carrière lors de la victoire des siens 118 à 113 contre les Trail Blazers de Portland en inscrivant 37 points.
Le 22 juin 2016, il est transféré au Jazz de l'Utah,.
Le 8 février 2018, il est transféré aux Cavaliers de Cleveland.
Le 8 décembre 2018, Hill est envoyé aux Bucks de Milwaukee en compagnie de Sam Dekker, en échange de Matthew Dellavedova, John Henson et deux futurs choix de draft (un de premier tour et un autre de second tour).
Le 1er juillet 2019, il se réengage avec les Bucks de Milwaukee pour 3 ans et 29 millions de dollars à la clé.
Ému par les suites des tirs de la police sur Jacob Blake dans le Wisconsin, George Hill annonce à son entraîneur, Mike Budenholzer, son forfait pour la cinquième manche du premier tour des play-offs. Son initiative pousse ses coéquipiers des Bucks à décider de ne pas jouer la rencontre, ce qui entraîne également le même choix d'autres équipes et un arrêt de la saison NBA 2019-2020 pour plusieurs jours.
Le 16 novembre 2020, il est envoyé aux Pelicans en compagnie d'Eric Bledsoe et trois tours de draft contre Jrue Holiday. Le 21 novembre 2020, il est transféré au Thunder d'Oklahoma City dans le cadre d'un échange à quatre équipes. Le 25 mars 2021, il rejoint les 76ers de Philadelphie contre Tony Bradley, Terrance Ferguson et deux futurs tours de draft.
En août 2021, il fait son retour aux Bucks de Milwaukee.
En février 2023, il est transféré aux Pacers de l'Indiana.

## Palmarès
- Champion de la Division Sud-Ouest en 2009 et 2011 avec les Spurs de San Antonio.
- Champion de la Division Centrale en 2013 avec les Pacers de l'Indiana.

## Statistiques

### Universitaires
| Saison    | Équipe   | Matchs | Titul. | Min./m | % Tir | % 3pts | % LF | Rbds/m. | Pass/m. | Int/m. | Ctr/m. | Pts/m. |
| --------- | -------- | ------ | ------ | ------ | ----- | ------ | ---- | ------- | ------- | ------ | ------ | ------ |
| 2004-2005 | IUPUI    | 29     | 21     | 28,4   | 52,3  | 41,2   | 70,9 | 4,50    | 2,20    | 1,40   | 0,20   | 10,70  |
| 2005-2006 | IUPUI    | 29     | 29     | 35,1   | 51,8  | 32,0   | 79,8 | 6,00    | 3,60    | 1,70   | 0,30   | 18,90  |
| 2006-2007 | IUPUI    | 5      | 5      | 28,4   | 50,9  | 30,8   | 65,2 | 5,40    | 2,00    | 1,60   | 0,00   | 14,60  |
| 2007-2008 | IUPUI    | 32     | 32     | 36,8   | 54,5  | 45,0   | 81,2 | 6,80    | 4,30    | 1,80   | 0,40   | 21,50  |
| Carrière  | Carrière | 95     | 87     | 33,3   | 52,9  | 40,4   | 78,5 | 5,80    | 3,30    | 1,60   | 0,30   | 17,00  |

### Professionnelles

#### Saison régulière
Légende :
| Leader de la ligue |

| Saison    | Équipe        | Matchs | Titul. | Min./m | % Tir | % 3pts | % LF | Rbds/m. | Pass/m. | Int/m. | Ctr/m. | Pts/m. |
| --------- | ------------- | ------ | ------ | ------ | ----- | ------ | ---- | ------- | ------- | ------ | ------ | ------ |
| 2008-2009 | San Antonio   | 77     | 7      | 16,5   | 40,3  | 32,9   | 78,1 | 2,10    | 1,80    | 0,60   | 0,30   | 5,70   |
| 2009-2010 | San Antonio   | 78     | 43     | 29,2   | 47,8  | 39,9   | 77,2 | 2,60    | 2,90    | 0,90   | 0,30   | 12,40  |
| 2010-2011 | San Antonio   | 76     | 5      | 28,3   | 45,3  | 37,7   | 86,3 | 2,60    | 2,50    | 0,90   | 0,30   | 11,60  |
| 2011-2012 | Indiana       | 50     | 9      | 25,5   | 44,2  | 36,7   | 77,8 | 3,00    | 2,90    | 0,80   | 0,30   | 9,60   |
| 2012-2013 | Indiana       | 76     | 76     | 34,5   | 44,3  | 36,8   | 81,7 | 3,70    | 4,70    | 1,10   | 0,30   | 14,20  |
| 2013-2014 | Indiana       | 76     | 76     | 32,0   | 44,2  | 36,5   | 80,7 | 3,70    | 3,50    | 1,00   | 0,30   | 10,30  |
| 2014-2015 | Indiana       | 43     | 36     | 29,5   | 47,7  | 35,8   | 79,0 | 4,20    | 5,10    | 1,00   | 0,30   | 16,10  |
| 2015-2016 | Indiana       | 74     | 73     | 34,1   | 44,1  | 40,6   | 76,0 | 4,00    | 3,50    | 1,10   | 0,20   | 12,10  |
| 2016-2017 | Utah          | 49     | 49     | 31,5   | 47,7  | 40,3   | 80,1 | 3,40    | 4,20    | 1,00   | 0,20   | 16,90  |
| 2017-2018 | Sacramento    | 43     | 36     | 26,6   | 46,9  | 45,3   | 77,8 | 2,70    | 2,80    | 0,90   | 0,30   | 10,30  |
| 2017-2018 | Cleveland     | 24     | 24     | 27,9   | 44,4  | 35,1   | 80,5 | 2,70    | 2,80    | 0,90   | 0,60   | 9,40   |
| 2018-2019 | Cleveland     | 13     | 13     | 26,5   | 51,4  | 46,4   | 85,0 | 2,10    | 2,80    | 0,90   | 0,10   | 10,80  |
| 2018-2019 | Milwaukee     | 47     | 0      | 20,4   | 42,8  | 28,0   | 81,5 | 2,60    | 2,10    | 0,90   | 0,10   | 6,80   |
| 2019-2020 | Milwaukee     | 59     | 2      | 21,5   | 51,6  | 46,0   | 84,2 | 3,00    | 3,10    | 0,80   | 0,10   | 9,40   |
| 2020-2021 | Oklahoma City | 14     | 14     | 26,4   | 50,8  | 38,6   | 84,0 | 2,10    | 3,10    | 0,90   | 0,10   | 11,80  |
| 2020-2021 | Philadelphie  | 16     | 3      | 18,9   | 44,2  | 39,1   | 76,0 | 2,00    | 1,90    | 0,70   | 0,20   | 6,00   |
| 2021-2022 | Milwaukee     | 54     | 17     | 23,2   | 42,9  | 30,6   | 91,9 | 2,90    | 2,20    | 0,80   | 0,10   | 6,20   |
| Carrière  | Carrière      | 869    | 483    | 27,2   | 45,6  | 38,0   | 80,7 | 3,00    | 3,10    | 0,90   | 0,30   | 10,70  |

#### Playoffs
| Saison   | Équipe       | Matchs | Titul. | Min./m | % Tir | % 3pts | % LF  | Rbds/m. | Pass/m. | Int/m. | Ctr/m. | Pts/m. |
| -------- | ------------ | ------ | ------ | ------ | ----- | ------ | ----- | ------- | ------- | ------ | ------ | ------ |
| 2009     | San Antonio  | 4      | 0      | 19,0   | 33,3  | 37,5   | 85,7  | 2,00    | 0,50    | 0,50   | 0,30   | 5,80   |
| 2010     | San Antonio  | 10     | 8      | 34,4   | 45,1  | 37,9   | 83,8  | 3,10    | 0,70    | 1,00   | 0,20   | 13,40  |
| 2011     | San Antonio  | 6      | 1      | 31,5   | 40,0  | 26,7   | 86,7  | 5,00    | 2,30    | 1,50   | 0,30   | 11,70  |
| 2012     | Indiana      | 11     | 11     | 31,5   | 44,8  | 37,5   | 84,8  | 2,30    | 2,90    | 1,20   | 0,30   | 13,50  |
| 2013     | Indiana      | 18     | 18     | 38,1   | 40,1  | 35,8   | 82,9  | 3,70    | 4,30    | 1,20   | 0,20   | 14,60  |
| 2014     | Indiana      | 19     | 19     | 36,2   | 44,4  | 36,4   | 72,1  | 3,70    | 3,00    | 1,20   | 0,20   | 12,10  |
| 2016     | Indiana      | 7      | 7      | 33,6   | 56,1  | 48,1   | 81,8  | 2,70    | 2,10    | 0,90   | 0,10   | 13,60  |
| 2017     | Utah         | 8      | 8      | 35,1   | 46,9  | 38,7   | 72,4  | 4,10    | 3,60    | 0,30   | 0,10   | 15,60  |
| 2018     | Cleveland    | 19     | 18     | 29,3   | 45,0  | 31,4   | 77,4  | 2,20    | 2,20    | 0,50   | 0,40   | 9,20   |
| 2019     | Milwaukee    | 15     | 0      | 26,3   | 53,4  | 41,7   | 81,8  | 3,50    | 2,80    | 0,90   | 0,30   | 11,50  |
| 2020     | Milwaukee    | 10     | 1      | 26,8   | 47,8  | 35,7   | 80,8  | 2,40    | 3,10    | 0,60   | 0,00   | 9,50   |
| 2021     | Philadelphie | 12     | 0      | 17,1   | 44,2  | 42,1   | 76,9  | 1,30    | 1,50    | 0,70   | 0,30   | 4,70   |
| 2022     | Milwaukee    | 5      | 0      | 15,3   | 20,0  | 50,0   | 100,0 | 1,20    | 0,60    | 0,00   | 0,00   | 1,00   |
| Carrière | Carrière     | 144    | 91     | 30,2   | 45,2  | 37,2   | 80,2  | 3,00    | 2,60    | 0,90   | 0,20   | 11,10  |

## Records sur une rencontre en NBA
Les records personnels de George Hill en NBA sont les suivants, :
| Type de statistique        | Saison régulière | Saison régulière          | Saison régulière | Playoffs | Playoffs             | Playoffs      |
| Type de statistique        | Record           | Adversaire                | Date             | Record   | Adversaire           | Date          |
| -------------------------- | ---------------- | ------------------------- | ---------------- | -------- | -------------------- | ------------- |
| Points                     | 37               | Trail Blazers de Portland | 7 février 2014   | 29       | Mavericks de Dallas  | 25 avril 2010 |
| Paniers marqués            | 12               | 2 fois                    | 2 fois           | 11       | Mavericks de Dallas  | 25 avril 2010 |
| Paniers tentés             | 25               | Wizards de Washington     | 14 avril 2015    | 17       | @ Knicks de New York | 5 mai 2013    |
| Paniers à 3 points réussis | 6                | 2 fois                    | 2 fois           | 5        | 2 fois               | 2 fois        |
| Paniers à 3 points tentés  | 10               | 4 fois                    | 4 fois           | 12       | Knicks de New York   | 11 mai 2013   |
| Lancers francs réussis     | 12               | Cavaliers de Cleveland    | 6 février 2015   | 11       | Grizzlies de Memphis | 17 avril 2011 |
| Lancers francs tentés      | 15               | Cavaliers de Cleveland    | 6 février 2015   | 13       | Grizzlies de Memphis | 17 avril 2011 |
| Rebonds offensifs          | 5                | 2 fois                    | 2 fois           | 3        | 3 fois               | 3 fois        |
| Rebonds défensifs          | 10               | 76ers de Philadelphie     | 14 décembre 2012 | 7        | 5 fois               | 5 fois        |
| Rebonds totaux             | 11               | 2 fois                    | 2 fois           | 8        | Raptors de Toronto   | 23 mai 2019   |
| Passes décisives           | 12               | Cavaliers de Cleveland    | 27 février 2015  | 10       | Hawks d'Atlanta      | 1er mai 2013  |
| Interceptions              | 5                | 3 fois                    | 3 fois           | 5        | @ Heat de Miami      | 22 mai 2013   |
| Contres                    | 4                | Lakers de Los Angeles     | 28 décembre 2010 | 2        | 2 fois               | 2 fois        |
| Balles perdues             | 8                | @ Grizzlies de Memphis    | 21 janvier 2013  | 5        | @ Heat de Miami      | 15 mai 2012   |
| Minutes jouées             | 48               | Wizards de Washington     | 14 avril 2015    | 45       | @ Heat de Miami      | 22 mai 2013   |

- Double-double : 8 (dont 1 en playoffs)
- Triple-double : 1

Dernière mise à jour : 17 août 2022

## Salaires
| Année       | Équipe      | Salaire      |
| ----------- | ----------- | ------------ |
| 2008-2009   | Spurs       | 1 026 200 $  |
| 2009-2010   | Spurs       | 1 081 680 $  |
| 2010-2011   | Spurs       | 1 157 160 $  |
| 2011-2012*  | Pacers      | 2 086 360 $  |
| 2012-2013   | Pacers      | 8 000 000 $  |
| 2013-2014   | Pacers      | 8 000 000 $  |
| Total Gains | Total Gains | 21 331 400 $ |
| 2014-2015   | Pacers      | 8 000 000 $  |
| 2015-2016   | Pacers      | 8 000 000 $  |
| 2016-2017   | Jazz        | 8 000 000 $  |

Note : * En 2011, le salaire moyen d'un joueur évoluant en NBA était de 5 150 000 $.